# Ernest Malaszký
Ernest Malaszký (* 5. září 1946) je bývalý slovenský fotbalista, obránce.

## Fotbalová kariéra
V československé lize hrál za Slovan Bratislava, Duklu Praha a TJ Gottwaldov. Nastoupil ve 25 ligových utkáních, gól v lize nedal. V Poháru vítězů pohárů nastoupil ve 3 utkáních.

## Ligová bilance
| Ročník                                   | Zápasy | Góly | Klub              |
| ---------------------------------------- | ------ | ---- | ----------------- |
| 1. československá fotbalová liga 1966/67 | 4      | 0    | Slovan Bratislava |
| 1. československá fotbalová liga 1969/70 | 3      | 0    | Dukla Praha       |
| 1. československá fotbalová liga 1970/71 | 18     | 0    | TJ Gottwaldov     |
| CELKEM                                   | 25     | 0    |                   |